# Ксенија Рапопорт
Ксенија Александровна Рапопорт (рус. Ксе́ния Алекса́ндровна Раппопо́рт; 25. март 1974) руска је глумица.

## Одабрана филмографија
- Ана Карењина (1997)
- Распућин (2011)